# Motor Grandetunnel
De Motor Grandetunnel (Spaans: Túnel Motor Grande) is een tunnel voor het wegverkeer op de Spaanse weg GC-500 in de gemeente Mogán, in het zuiden van Gran Canaria. De Motor Grandetunnel is 306 m lang en ligt ten zuiden van de El Lechugaltunnel.
Adolfo Cañastunnel · Balitotunnel · Candelariatunnel · El Galeóntunnel · El Lechugaltunnel · El Salvajetunnel · Ingeniero Julio Luengotunnel · La Vergatunnel · Los Frailestunnel · Mogántunnel · Montañetotunnel · Motor Grandetunnel · Pico Vientotunnel · Piedra Santatunnel · Pino Secotunnel · Puerto Ricotunnel · Sabinaltunnel · Salto del Negrotunnel · Santo Domingotunnel · Tauritotunnel · Taurotunnel · Tiritañatunnel